# Dendromus insignis
Dendromus insignis és una espècie de mamífer rosegador de la família dels nesòmids. Viu a la República Democràtica del Congo, Kenya, Ruanda, Tanzània i Uganda a altituds d'entre 1.500 i 4.700 msnm. El seu hàbitat natural són els herbassars secs i espessos. És una espècie en risc mínim, és a dir, no sembla que hi hagi cap amenaça significativa per a la seva supervivència. El seu nom específic, insignis, significa ‘distingit’ en llatí.